# Austrocidaria prionota
Austrocidaria prionota är en fjärilsart som först beskrevs av Edward Meyrick 1883d.  Austrocidaria prionota ingår i släktet Austrocidaria och familjen mätare. Inga underarter finns listade i Catalogue of Life.